# Cheilotrichia (Empeda) sulfureoclavata
Cheilotrichia (Empeda) sulfureoclavata is een tweevleugelige uit de familie steltmuggen (Limoniidae). De soort komt voor in het Palearctisch gebied.